# Asiatiska U17-mästerskapen i beachvolley
Asiatiska U17-mästerskapen i beachvolley var ett internationellt mästerskap som arrangerades av AVC för lag bestående av max 17 år gamla spelare. Det hölls bara en gång, 2016

## Resultat per år[1]

### Damer
| Upplaga | Plats      | Guld                                                | Silver                                         | Brons                                     | Fyra                                    |
| ------- | ---------- | --------------------------------------------------- | ---------------------------------------------- | ----------------------------------------- | --------------------------------------- |
| 2016    | Ratchaburi | Thailand Pawarun Chanthawichai Thatsarida Singchuea | Thailand Chaninporn Meanphad Kanchana Siangbun | Kazakstan Tatyana Nikitina Akerke Sharken | Kazakstan Alyona Chugawova Dana Rubilko |

### Herrar
| Upplaga | Plats      | Guld                                          | Silver                                            | Brons                                    | Fyra                                               |
| ------- | ---------- | --------------------------------------------- | ------------------------------------------------- | ---------------------------------------- | -------------------------------------------------- |
| 2016    | Ratchaburi | Thailand Phichakon Narathon Phanuphong Thanan | Thailand Kittitat Khomkam / Sahatswat Sriharuthai | Thailand Kittipong Naka / Yothin Chanpim | Thailand Chokchai Daengwansri / Phichaiyut Somasri |